# 마보로시
"마보로시"(일본어: アリスとテレスのまぼろし工場 아리스토테레스노마보로시코조[*]→앨리스와 텔레스의 환상공장)는 2023년 공개된 일본의 애니메이션 영화이다.

## 출연
- 에노키 준야 - 키쿠이리 마사무네 역
- 우에다 레이나 - 사가미 무츠미 역
- 쿠노 미사키 - 이츠미 역
- 야시로 타쿠 - 사사쿠라 다이스케 역
- 하타나카 타스쿠 - 닛타 아츠시 역
- 고바야시 다이키 - 센바 야스나리 역
- 사이토 아야카 - 소노베 유코 역
- 카와세 마키 - 하라 하루나 역
- 후지이 유키오 - 야스미 레이나 역
- 사토 세츠지 - 사가미 마모루 역
- 세토 코지 - 키쿠이리 아키무네 역
- 하야시 켄토 - 키쿠이리 토키무네 역
- 유키나리 토아 - 키쿠이리 미사토 역
- 타다노 요헤이 - 키쿠이리 소지 역

## 참고 사항
- 2024년 제2회 니가타 국제 애니메이션 영화제의 장편 영화 경쟁 부문에 초청됐다.